# Tom 51
Tom 51 è un film del 2009 diretto dal regista Ron Carlson.

## Trama
Dopo aver superato 50 lavori, un giovane incomincia il suo cinquantunesimo lavoro come  conducente per un servizio di scorta. Il giovane non sembra molto soddisfatto ma con il tempo impara ad apprezzare il suo lavoro.